# Róbert Károly Frigyes moszkitó király
Róbert Károly Frigyes (utóbbi nevét csak levelezéseiben használta) a Moszkitó Királyság királya volt 1824-től 1842-ig.

## Útja a trónig
Fiatalkorában testvérével együtt Jamaicában tanult. Bátyja meggyilkolása után a rendek őt választották királynak, koronázását Belize-ben tartották 1824 április 23-án. A 19. század több írója lejegyezte a hirtelen uralkodóváltást, az eredeti információkat azonban csak alapos kutatás alapján lehetett meghatározni.

## Uralkodása
Az 1832 október 26-án megjelent rendeleteiben megtiltotta a szomszédos országok elleni fosztogatásokat és november 1. hatállyal megszüntette a rabszolgaságot személyes birtokán. Ugyanebben az évben lépett érvénybe az új adótörvény, amely szerint minden 14 év fölötti férfi és külföldi köteles 1 dollárt fizetni (a korábbi 3 dollárról leszállítva).  Ezeket az adókat minden év szeptember első napján kellett befizetni a helyi vezetőnek, aki azt továbbította a kincstárba. Egy törvénykiegészítés szerint a rabszolgákra is vonatkozott de azt tulajdonosa volt köteles befizetni, ahogyan a külföldi kereskedőknél dolgozók után is (ez azonban csak 4 reál volt).
Róbert emellett különleges privilégiumokat biztosított a brit kereskedőknek, például 1833-ban a Knap testvéreknek vagy a Sheppardok-nak. Az adományok mellé speciális jogok is jártak, valamint egy évi 100 dolláros gazdasági bónusz is.
Amikor 1839-ben Thomas Young találkozott a királlyal, feljegyezte, hogy jó volt az angol nyelvismerete, valamint a fogadás alatt viselt, a Királyi Haditengerészetről származó egyenruháját.

## Utolsó napjai
1840-ben a király halála esetére feljegyeztetett egy végrendeletet MacDonald tábornokkal. A királyság ügyeinek intézését az általa kinevezett hivatalnokora fogja hagyni. A szerződés érvénybe lépéséért az anglikán egyházat tette meg az ország hivatalos vallásává. Hogy örökösödését biztosítsa, rendelkezett gyermekeinek öröksége felől. a leírásban felsorolják az uralkodó gyermekeit, ők György, Vilmos Clarence, Sándor, Ágnes és Viktória. Nevelésüket MacDonald-ra bízta, azzal a kikötéssel hogy támogatni fogja a nemzetet és a királynét, Juliannát. Habár halálára csak 1842-ben került sor, ragaszkodott végrendeletéhez és egyszer sem változtatta meg. Halála után legidősebb fia, György követte a trónon.

## Fordítás
Ez a szócikk részben vagy egészben  a   Robert Charles Frederic című angol Wikipédia-szócikk ezen változatának fordításán alapul.  Az eredeti cikk szerkesztőit annak laptörténete sorolja fel. Ez a jelzés csupán a megfogalmazás eredetét és a szerzői jogokat jelzi, nem szolgál a cikkben szereplő információk forrásmegjelöléseként.